# Sphenomorphus bacboensis
Espèce
Synonymes
- Livoromica bacboensis Eremchenko, 2003

Sphenomorphus bacboensis est une espèce de sauriens de la famille des Scincidae.

## Répartition
Cette espèce est endémique du Viêt Nam.

## Publication originale
- Eremchenko, 2003 : Generic and specific redefinition and redescription of the North-Vietnam skink (Scincella melanosticta (Boulenger, 1887). Izvestiya Vuzov, Bishkek, vol. 1-2, p. 20-28.